# ヤスカワショウゴ
ヤスカワ ショウゴは、日本の男性アニメーション脚本家、作詞家。旧名は「ヤスカワ正吾」。

## 作品リスト

### 脚本

#### テレビアニメ
（）内は全話中、脚本を執筆した割合。太字の作品はシリーズ構成も担当。
2007年
- おおきく振りかぶって（全25話中3本・特別編）

2008年
- ペルソナ 〜トリニティ・ソウル〜（全26話中4本）
- ゼロの使い魔〜三美姫の輪舞〜（全12話中3本）

2009年
- Phantom 〜Requiem for the Phantom〜（全26話中4本）
- ハヤテのごとく!! 2nd season（全25話中4本）

2010年
- 探偵オペラ ミルキィホームズ（全12話中3本）

2011年
- 緋弾のアリア（全12話中6本）
- 快盗天使ツインエンジェル〜キュンキュン☆ときめきパラダイス!!〜（全12話中2本）
- 灼眼のシャナIII -Final-（全24話中5本）
- ベン・トー（全12話中3本）

2012年
- ゼロの使い魔F（全12話中8本、チーフライターも担当）
- 探偵オペラ ミルキィホームズ 第2幕（全12話中3本）
- お兄ちゃんだけど愛さえあれば関係ないよねっ（全12話中4本）
- ジョジョの奇妙な冒険（全26話中6本）

2013年
- 変態王子と笑わない猫。（全12話中4本）
- 超次元ゲイム ネプテューヌ THE ANIMATION（全12話・OVA1本）
- ふたりはミルキィホームズ（全12話中2本）
- ストライク・ザ・ブラッド（全24話中3本）

2014年
- ジョジョの奇妙な冒険 スターダストクルセイダース（全48話中11本）
- 六畳間の侵略者!?（全12話中6本）
- 白銀の意思 アルジェヴォルン（全24話中5本）
- テラフォーマーズ（全13話）
- トリニティセブン（全12話中3本）

2015年
- 探偵歌劇 ミルキィホームズ TD（全12話中2本）
- 食戟のソーマ（全24話中12本）
- ダンジョンに出会いを求めるのは間違っているだろうか（全13話中2本）
- 落第騎士の英雄譚（全12話中6本）

2016年
- ジョジョの奇妙な冒険 ダイヤモンドは砕けない（全39話中12本）
- 食戟のソーマ 弐ノ皿（全13話中11本）
- ねじ巻き精霊戦記 天鏡のアルデラミン（全13話中9本）

2017年
- アリスと蔵六（全12話中2本）
- UQ HOLDER! 〜魔法先生ネギま!2〜（全12話中9本・OAD3本）
- 食戟のソーマ 餐ノ皿（全24話中21本）

2018年
- 三ツ星カラーズ（全12話）
- 博多豚骨ラーメンズ（全12話中9本）
- アンゴルモア 元寇合戦記（全12話）
- あかねさす少女（全12話）
- ジョジョの奇妙な冒険 黄金の風（全39話中9本）

2019年
- ダンジョンに出会いを求めるのは間違っているだろうかII（全12話中3本）
- あんさんぶるスターズ!（全24話中5本）
- 食戟のソーマ 神ノ皿（全12話）
- 警視庁 特務部 特殊凶悪犯対策室 第七課 -トクナナ-（全12話中2本）

2020年
- とある科学の超電磁砲T（全25話中14本）
- 食戟のソーマ 豪ノ皿（全13話）
- ダンジョンに出会いを求めるのは間違っているだろうかIII（全12話中2本）

2022年
- ジョジョの奇妙な冒険 ストーンオーシャン
- 処刑少女の生きる道（全12話）
- ダンジョンに出会いを求めるのは間違っているだろうかIV

2023年
- あやかしトライアングル
- 事情を知らない転校生がグイグイくる。
- 江戸前エルフ
- 機動戦士ガンダム 水星の魔女 Season 2
- 七つの魔剣が支配する
- ミギとダリ

2024年
- この世界は不完全すぎる
- 治癒魔法の間違った使い方
- ワンルーム、日当たり普通、天使つき。
- ダンジョンに出会いを求めるのは間違っているだろうかV

2025年
- サラリーマンが異世界に行ったら四天王になった話
- ロックは淑女の嗜みでして

#### OVA
- 聖闘士星矢 冥王ハーデスエリシオン編（2008年、シナリオ協力）
- 超次元ゲイム ネプテューヌ 〜ねぷのなつやすみ〜（2020年）
- planetarian 〜雪圏球〜（2021年）
- 超次元ゲイム ネプテューヌ ねぷねぷだらけの感謝祭（フェスティバル）（2022年）

#### 劇場アニメ
- planetarian 〜星の人〜[24]（2016年）

#### Webアニメ
- planetarian 〜ちいさなほしのゆめ〜[24]（2016年、全5本中3本）
- ガンダムビルドダイバーズRe:RISE（2019年、全26話中7本）

#### ゲーム
いずれも旧名のヤスカワ正吾名義。
2006年
- Dear Pianissimo
- 水の旋律2 〜緋の記憶〜（シナリオ監修）

2007年
- おおきく振りかぶって ホントのエースになれるかも（シナリオ監修）
- ケータイ少女PC
- 涼宮ハルヒの約束（ストーリー構成も担当）

### 作詞
2008年
- セキレイ オープニングテーマ「セキレイ」・エンディングテーマ「Dear sweet heart」「きみを想うとき」

2009年
- セキレイ〜未来からのおくりもの〜 オープニングテーマ「約束 I'm with You」・エンディングテーマ「SURVIVE BABY SURVIVE!」

2010年
- セキレイ〜Pure Engagement〜 オープニングテーマ「白翼ノ誓約〜Pure Engagement〜」・エンディングテーマ「おぼえているから」・劇中歌「Change the World」

2014年
- 風雲維新ダイ☆ショーグン オープニングテーマ「タマシイRISES」